# Boavista dos Pinheiros
Boavista dos Pinheiros é uma povoação portuguesa sede da Freguesia de Boavista dos Pinheiros do Município de Odemira, freguesia com 37,878 km² de área e 1975 habitantes (censo de 2021), tendo, por isso, uma densidade populacional de 52,1 hab./km².
O território da freguesia acompanha o vale do rio Mira a montante de Odemira, e abrange também uma vasta zona da charneca e de serra. A aldeia da Boavista dos Pinheiros situa-se a 4 km da sede municipal.
As suas principais atividades económicas são o comércio, a construção civil, a agricultura e a silvicultura.

## História
Foi criada em 12 de junho de 2001, por desmembramento das vizinhas freguesias de Santa Maria e São Salvador.

## Demografia
A população registada nos censos foi:
Nota: a freguesia foi criada pela Lei 18-F/2001, de 3 de Julho, com lugares desanexados das freguesias de Salvador e Santa Maria.

## Locais de interesse
- Parque das Águas  - Antiga infra-estrutura de captação de água que abastecia a vila de Odemira. Com uma área de merendas equipada com grelhadores, um parque infantil muito completo, um belo e invulgar jardim associado à presença constante de água e à sombra das árvores, tornam-no um local de frescura e tranquilidade imensas, ingredientes ideais para um almoço repousante e um dia muito bem passado.
- Quinta Pedagógica  - Localizada noutra antiga infra-estrutura de captação de águas, que estava semi-abandonada, tem estufas fria e quente e um percurso pedagógico que explica como e porquê se deve tratar da água.

### Património
- Concheiro de Fiais
- Moinho de vento da Caneja
- Moinho de vento da Quinta ou do Bairro Alto

## Coletividades
- Juventude Clube Boavista
- Associação de Caça e Pesca de Boavista dos Pinheiros
- Sociedade Columbófila Asas do Litoral Alentejano